# St. Kastor (Weiler)

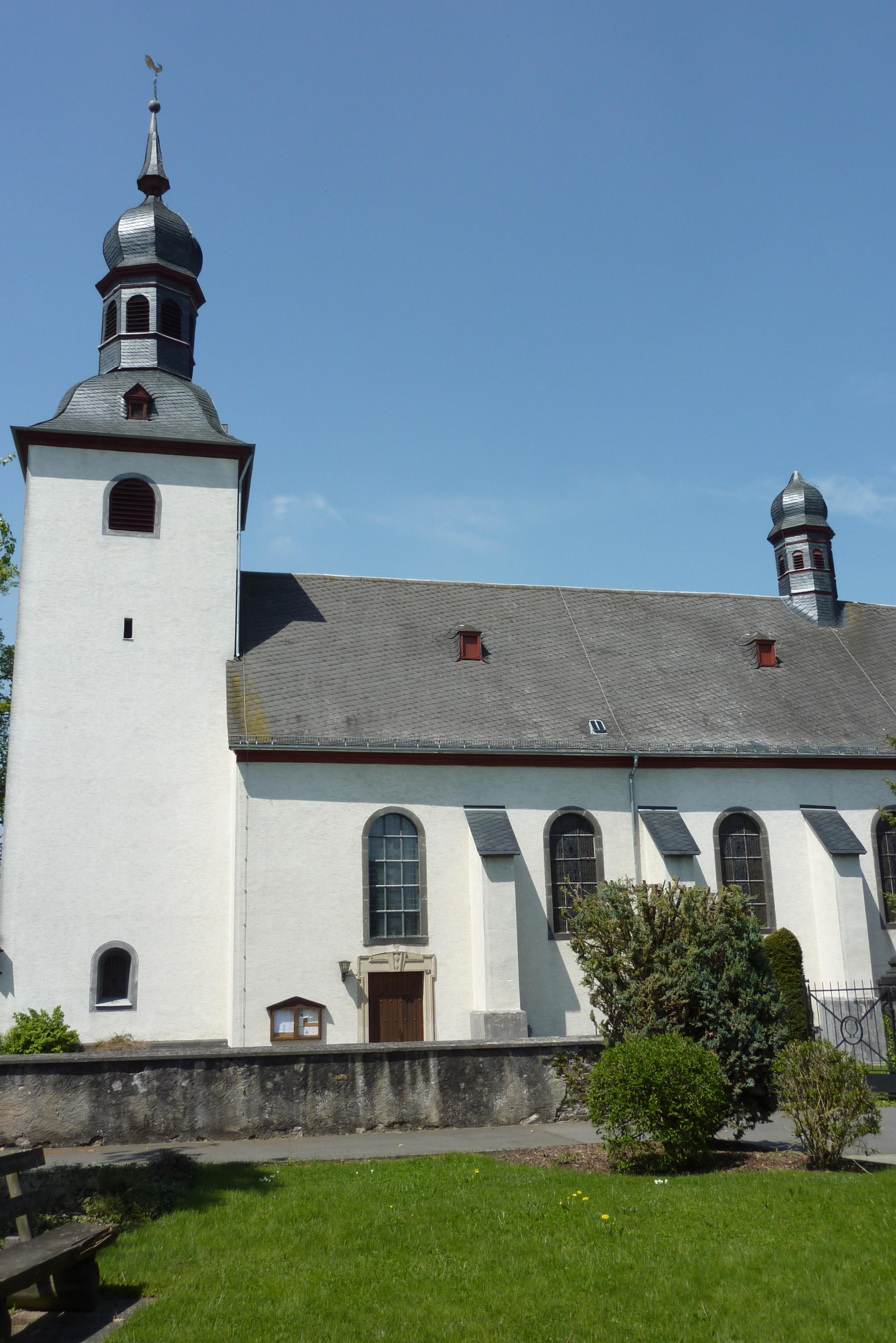
Kirche St. Kastor in Weiler, Turm und Langhaus aus dem 18. Jahrhundert

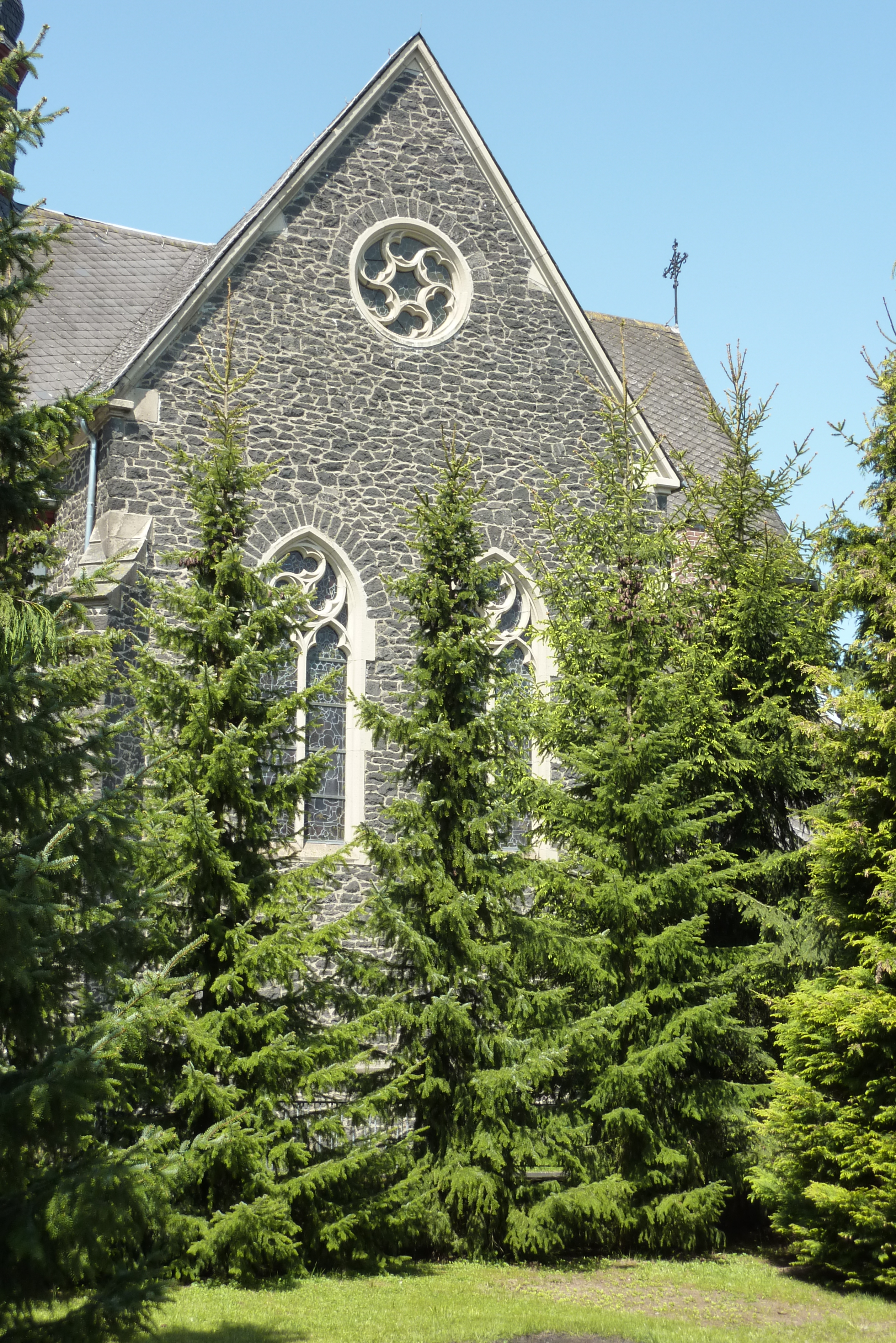
Neugotisches Querschiff von Süden

Die katholische Pfarrkirche St. Kastor in Weiler, einer Ortsgemeinde im Landkreis Mayen-Koblenz in Rheinland-Pfalz, wurde ursprünglich 1727/28 errichtet.

## Geschichte
Im Jahr 1330 wird erstmals eine Castor von Karden geweihte Kirche urkundlich in Weiler genannt. Peter Watzerath, der von 1693 bis 1737 Pfarrer. in Weiler war, finanzierte den Neubau der barocken Kirche, die 1728 geweiht wurde. Die Orgel wurde 1785 von der Firma Gebrüder Stumm aus Sulzbach eingebaut und 1876 durch den Orgelbauer Dasbach erweitert.
Im Jahr 1906 wurden die Pläne zur Kirchenerweiterung durch Baumeister Johann Adam Rüppel aus Bonn vorgelegt. Unter Beibehaltung des Saalbaus und des alten Kirchturms von 1727 wurde ein neugotisches Querschiff sowie ein Chor errichtet. Der Marienaltar aus der alten Kirche wurde übernommen. 1908 wurde ein Hochaltar durch die Kunstschreinerei Gebrüder Porten aus Münstermaifeld eingebaut. Am 20. Juni 1909 fand die Konsekration der Kirche durch Weihbischof Karl Ernst Schrod aus Trier statt.

## Ausstattung

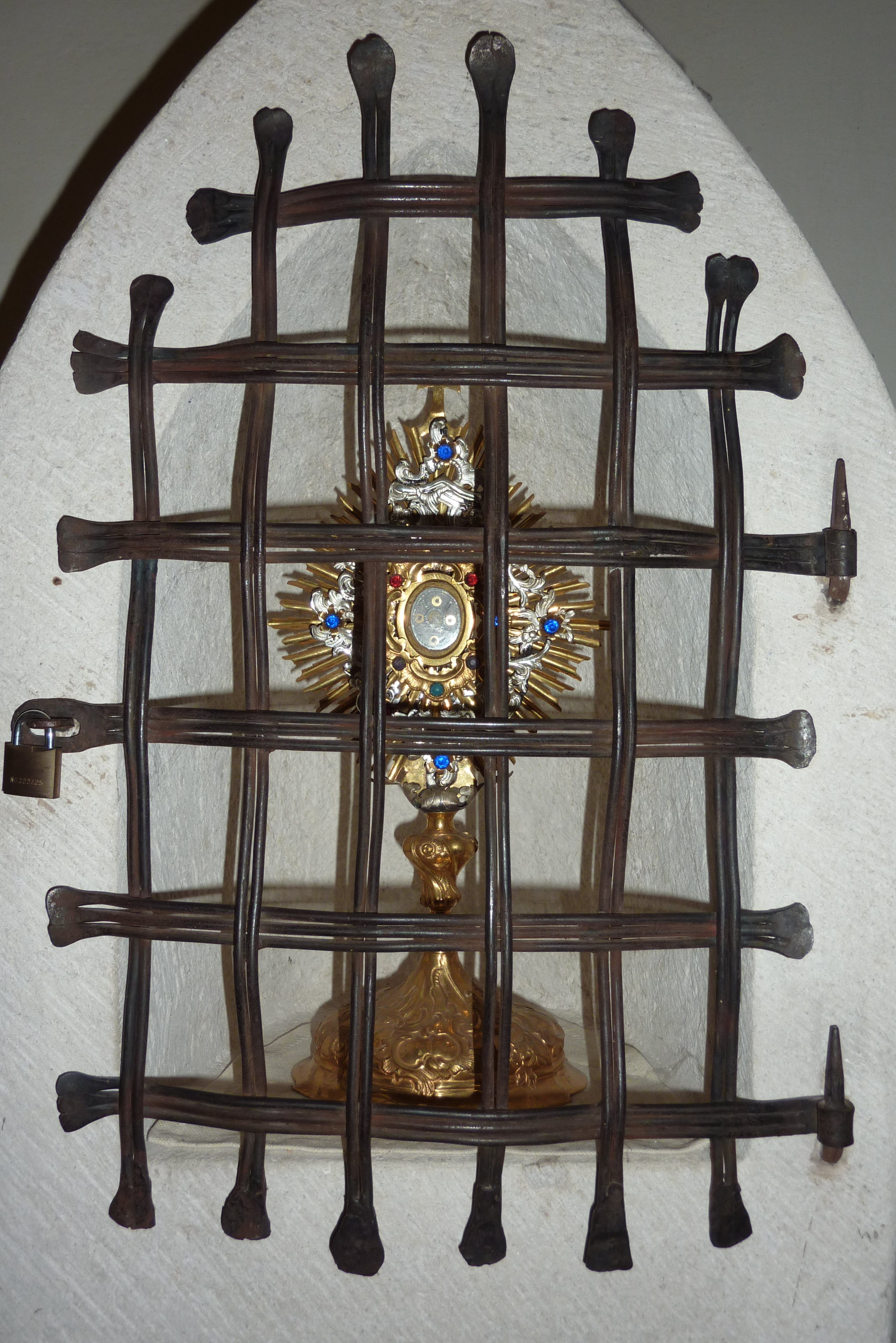
Reliquie des heiligen Kastor

An der barocken Kanzel sind die Evangelisten Matthäus, Markus, Lukas und Johannes zu sehen. Im Mittelschiff rechts stehen die Skulpturen des heiligen Judas Thaddäus, des heiligen Antonius, des heiligen Franziskus und des heiligen Aloisius. Links im Mittelschiff befinden sich die Figuren der heiligen Theresia vom Kinde Jesu und der heiligen Elisabeth von Thüringen. Rechts im Querschiff stehen der Josefsaltar, das Taufbecken aus Basalt und eine Stele mit der Reliquie des heiligen Kastor.